# MICA
MICA (англ. MHC class I polypeptide-related sequence A) – білок, який кодується однойменним геном, розташованим у людей на короткому плечі 6-ї хромосоми. Довжина поліпептидного ланцюга білка становить 383 амінокислот, а молекулярна маса — 42 915.
| 10         |  | 20         |  | 30         |  | 40         |  | 50         |
| ---------- |  | ---------- |  | ---------- |  | ---------- |  | ---------- |
| MGLGPVFLLL |  | AGIFPFAPPG |  | AAAEPHSLRY |  | NLTVLSWDGS |  | VQSGFLTEVH |
| LDGQPFLRCD |  | RQKCRAKPQG |  | QWAEDVLGNK |  | TWDRETRDLT |  | GNGKDLRMTL |
| AHIKDQKEGL |  | HSLQEIRVCE |  | IHEDNSTRSS |  | QHFYYDGELF |  | LSQNLETKEW |
| TMPQSSRAQT |  | LAMNVRNFLK |  | EDAMKTKTHY |  | HAMHADCLQE |  | LRRYLKSGVV |
| LRRTVPPMVN |  | VTRSEASEGN |  | ITVTCRASGF |  | YPWNITLSWR |  | QDGVSLSHDT |
| QQWGDVLPDG |  | NGTYQTWVAT |  | RICQGEEQRF |  | TCYMEHSGNH |  | STHPVPSGKV |
| LVLQSHWQTF |  | HVSAVAAAAI |  | FVIIIFYVRC |  | CKKKTSAAEG |  | PELVSLQVLD |
| QHPVGTSDHR |  | DATQLGFQPL |  | MSDLGSTGST |  | EGA        |  |            |

A: Аланін

C: Цистеїн

D: Аспарагінова кислота

E: Глутамінова кислота

F: Фенілаланін

G: Гліцин

H: Гістидин

I: Ізолейцин

K: Лізин

L: Лейцин

M: Метіонін

N: Аспарагін

P: Пролін

Q: Глутамін

R: Аргінін

S: Серин

T: Треонін

V: Валін

W: Триптофан

Задіяний у таких біологічних процесах, як адаптивний імунітет, імунітет, взаємодія хазяїн-вірус, цитоліз, альтернативний сплайсинг. 
Локалізований у клітинній мембрані, цитоплазмі, мембрані.